# Благидзе, Вахтанг Германович
Вахтанг Германович Благидзе (груз. ვახტანგ ბლაგიძე, род. 23 июля 1954, Чочхати, Гурия) — советский грузинский борец греко-римского стиля, олимпийский чемпион, чемпион СССР, Европы и мира, обладатель Кубка мира, Заслуженный мастер спорта СССР (1978). Выступал за «Динамо» (Тбилиси). Завершил карьеру в 1982 году.

## Достижения
- Заслуженный мастер спорта 1978
- Чемпион Олимпийских игр 1980 в легчайшем весе;
- Чемпион мира 1978, 1981;
- Чемпион Европы 1978, 1980;
- Кубок мира 1982;
- Чемпион СССР 1981.